# Sinh học người

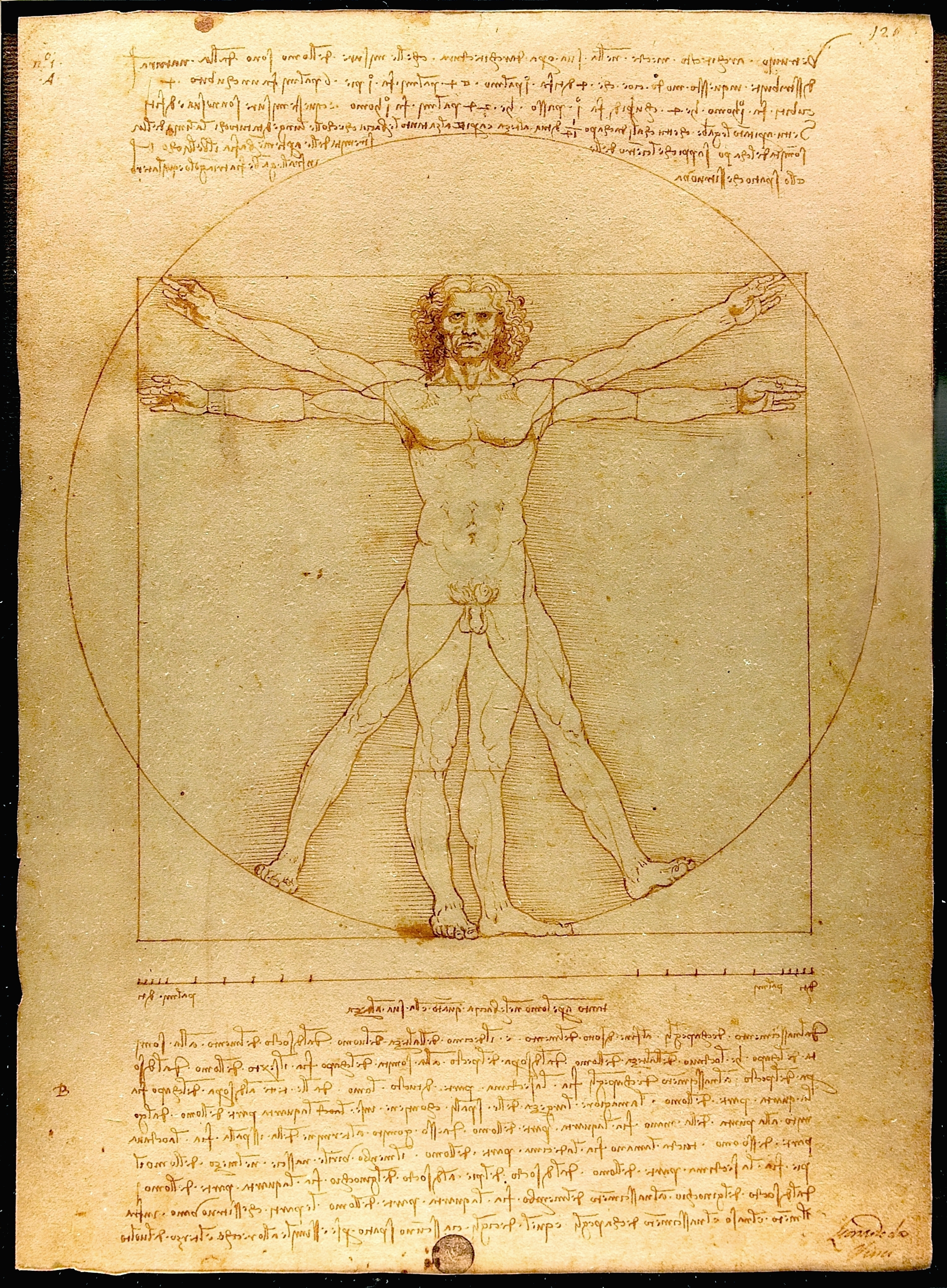
Sự cân đối ở con người - Leonardo da Vinci (1492)

Nhân sinh học là ngành khoa học chuyên môn, nghiên cứu về sự sống của con người.

## Vị trí của con người trong thiên nhiên
Cấu tạo chung của con người rất giống với cấu tạo của động vật có xương sống. Người tương tự loài thú ở những đặc điểm: có lông mao, đẻ con, có tuyến sữa và nuôi con bằng sữa mẹ. Đặc điểm khác nhau giữa người và động vật là con người có tư duy, có tiếng nói, có chữ viết, đi bằng hai chân, não phát triển lớn.

## Cấu tạo cơ thể người
Cơ thể người gồm ba phần: đầu, thân và tứ chi.
Gồm sáu hệ cơ quan:
1. Hệ vận động: Cơ và xương → Nâng đỡ vận động cơ thể
2. Hệ tiêu hóa: ống tiêu hóa và tuyến tiêu hóa → biến đổi thức ăn thành chất dinh dưỡngcung cấp năng lượng cho hoạt động sống của tế bào
3. Hệ tuần hoàn: Tim, mạch máu→ Vận chuyển, giúp máu lưu thông
4. Hệ hô hấp: Phổi và ống dẫn khí → Trao đổi khí giữa môi trường trong với môi trường ngoài của cơ thể
5. Hệ bài tiết: Thận, bóng đái.... → Bài tiết những chất không cần thiết ra ngoài cơ thể qua hoạt động bài tiết mà cơ quan chính là hai quả thận với hơn 2 triệu đơn vị chức năng
6. Hệ thần kinh: Não, mạch máu, dây thần kinh, tuỷ sống...→ trung ương thần kinh diều khiển mọi hoạt động của các hệ cơ quan khác cũng như các hiện tượng sinh lý khác của cơ thể người, ngoài ra còn điều hoà các hoạt động vô ý thích cũng như các hoạt động phức tạp do tiểu não điều khiển